# Choragus exophthalmus
Espèce
Choragus exophthalmus est une espèce d'insectes coléoptères appartenant à la famille des Anthribidae de Virginie (États-Unis).

## Référence
- (en) Valentine, 1998 : A review of Nearctic and some related Anthribidae (Coleoptera). Insecta Mundi, 12-3/4 pp 251-296. Texte original